# 大鞦韆

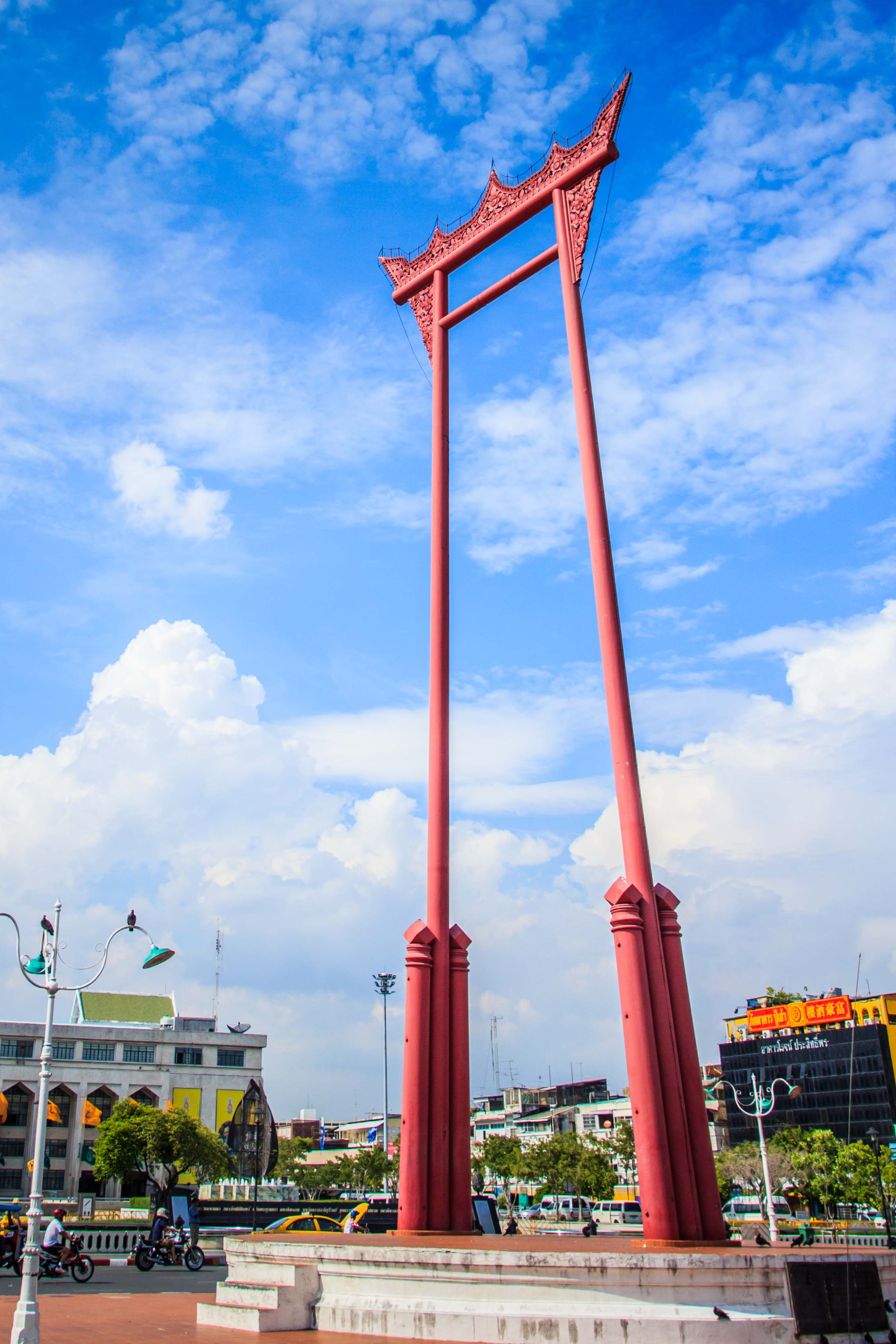
大秋千

大秋千（皇家轉寫：Sao Chingcha 發音：[sǎw t͡ɕʰīŋ.t͡ɕʰáː] 发音ⓘ），又称韆鞦棚、韆鞦架，是泰国曼谷拍那空县拉差博披寺区的建筑，为曼谷地标，位于善见寺前。原本是为举行源于婆罗门教的特里扬巴韦仪式而建。

## 历史

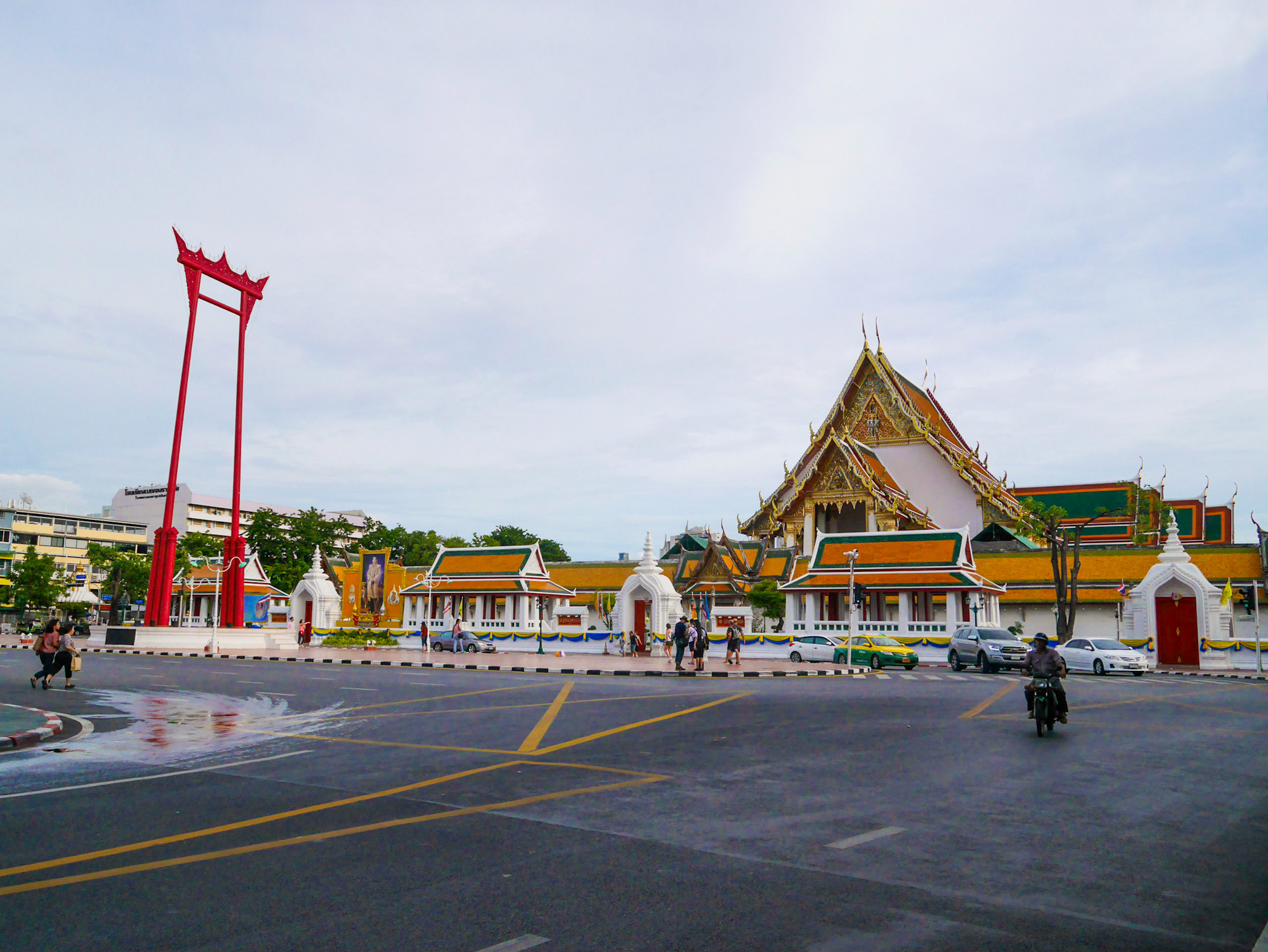
大秋千和善见寺

大秋千建于1784年的拉玛一世统治时期，原址位于波罗僧庙前，用于举行源于婆罗门教的秋千仪式，是一座暹罗式的印度托拉纳。拉玛二世统治时期，大秋千遭雷击，秋千仪式亦停办。大秋千在1920年完成修复，并迁址至善见寺前，为新建的煤气厂腾出空地。由于命案频发，1935年，泰国政府决定停办秋千仪式。
大秋千在1959年翻新，其木制结构经历45年风雨而受损，泰国政府遂2005年启动重建。重建的大秋千以6根柚木树干为原材，用于秋千主要结构的两根树干周长超过3.5米，高度超过30米。其余四根树干用于支撑，周长为2.30米，高度为20米。重建工程于2006年12月竣工；2007年9月，国王普密蓬亲自主持落成典礼。旧有的大秋千被拆卸，如今保存在曼谷国立博物馆。

## 秋千仪式

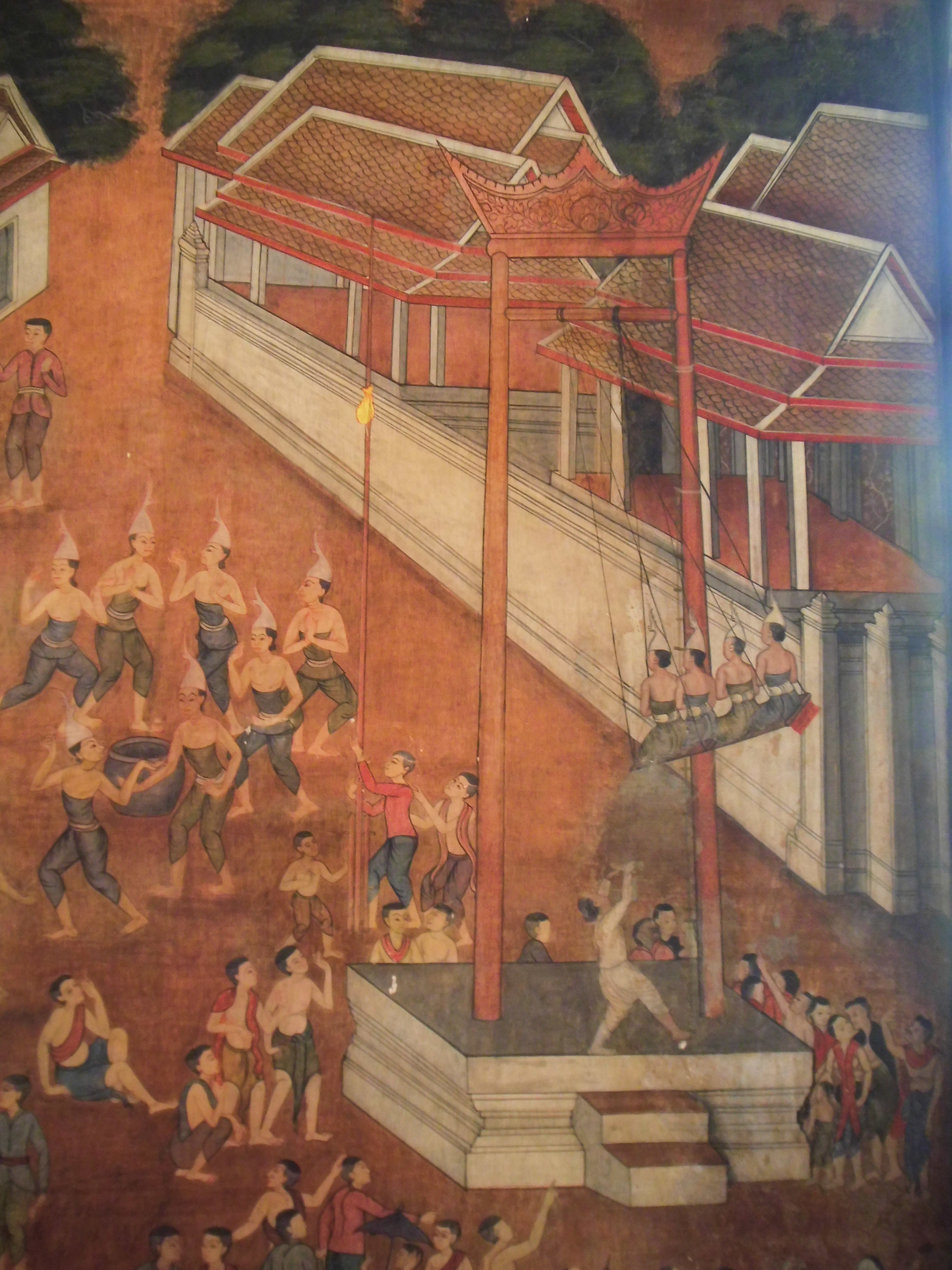
秋千仪式

大秋千原本是为了举行特里扬巴韦仪式而建，1935年鉴于安全隐患而永久停办。这种仪式源于婆罗门教，最初是由泰米尔人传入暹罗。“特里扬巴韦”是泰语对泰米尔诗篇《蒂茹文巴瓦伊》和《蒂茹巴瓦伊》的讹写，泰语另有俗称“拉韆鞦”（Lo-Chin-Cha）。仪式期间会朗诵《蒂茹文巴瓦伊》中的诗句“打开湿婆之屋的大门”（poet pratu sivalai）。相传早期的仪式亦会朗诵这两首泰米尔诗篇的全文。
秋千仪式上，婆罗门会坐在大秋千上摆动，试图用牙齿咬下柱顶的钱袋。这是为了模拟婆罗门教创世史诗的故事：梵天创世后，湿婆照看世界。湿婆下凡，那伽海蛇缠住山峰，固定大地方位。大地稳固，海蛇纷纷游入大海庆祝。大秋千的柱子代表山；圆形底座代表地球和海洋。